# Зивания
Зивания (греч. ζιβανία) — алкогольный напиток, производящийся в Республике Кипр. Представляет собой виноградный бренди из мезги (выжимок), смешанных с сухим вином. Для создания этого напитка применяют местные сорта винограда ксинистери и мавро.  Крепость зивании в основном варьируется от 45-49 %. Зивания считается традиционным напитком Кипра. С момента вступления Кипра в Евросоюз в 2004 году рецепт и название зивании имеет защищенный статус согласно правилам ЕС. Напиток, произведённый по традиционному рецепту вне Кипра, не имеет права называться зивания.

## История

### Происхождение названия
Зиванию начали производить в конце 15 века на Кипре. Название происходит от слова «зивана», означающего на кипрском диалекте греческого «виноградные выжимки» (а не одноименный сорт винограда, как часто утверждается).

### Производство
Процесс производства зивании из виноградной мезги довольно прост. К массе выжимок добавляется вода, напиток производится методом дистилляции. Процесс дистилляции проходит медленно, однако местных жителей привлекает сам ритуал изготовления традиционного напитка. Зивания, произведенная исключительно из винограда, имеет довольно резкий вкус и не имеет  насыщенного аромата, поэтому на Кипре очень часто в зиванию добавляют корицу, базилик, инжирные косточки, мёд.

## Употребление
На Кипре зиванию обычно подают со льдом к национальному набору закусок мезе, а также с сухофруктами и орехами. Напиток используется и в лечебных целях как средство лечения ран, в компрессах и натираниях, а также как успокаивающее средство при зубной боли и в качестве профилактического средства при простудных заболеваниях.